# Vườn quốc gia Marpa

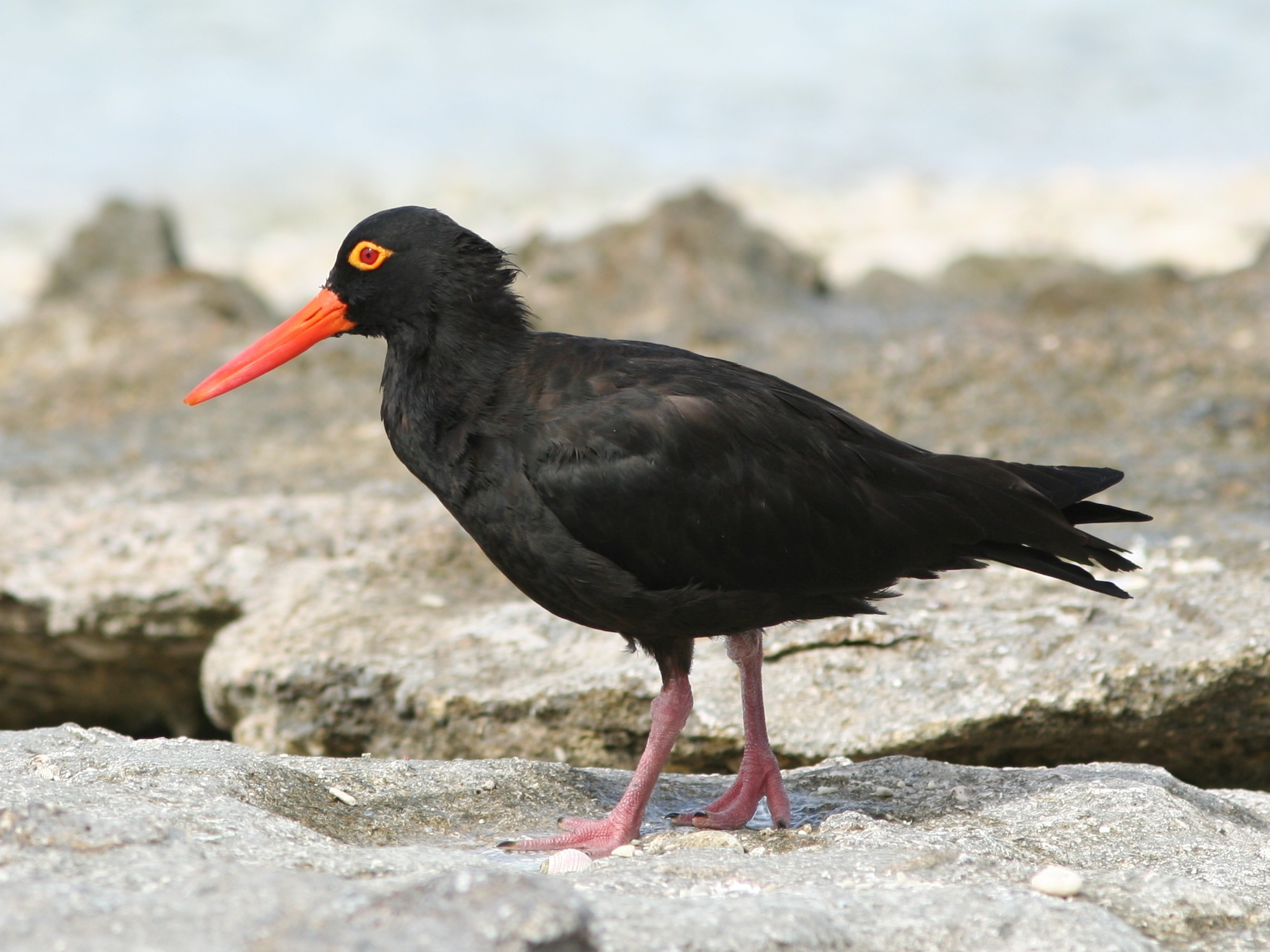
Sooty Oystercatcher, một loài chim được bảo tồn ở Úc, cũng như ở vườn quốc gia Marpa.

Vườn quốc gia Marpa (tiếng Anh: Marpa National Park) là một vườn quốc gia ở Queensland, Úc.
Vườn quốc gia này nằm ngoài khơi bờ biển phía đông của bán đảo Cape York, khoảng 20 km về phía đông nam của Port Stewart, 70 km về phía đông nam của Coen và 210 km về phía tây bắc của Cooktown. Các mỏm đá sa thạch đối mặt và độ dốc mũi đất tăng lên từ bãi biển nhỏ có mái che cung cấp một bối cảnh ngoạn mục cho các vùng nước màu xanh của các rạn san hô viền xung quanh. Tại vườn quốc gia Marpa, khách tham quan có thể quan sát các loài chim.
Vườn quốc gia này được quản lý chung bởi Lama Lama Land Trust và chính quyền bang Queensland.